# Корисні копалини Замбії
Корисні копалини Замбії

## Загальна характеристика
Надра країни багаті на кобальт і мідь. Крім того є залізні і марганцеві руди, золото, олово, цинк і свинець, ванадій, кадмій, срібло, вугілля, апатити, уран, нікель, ніобій, пірит, аметист, смарагди, сірка, гіпс, флюорит і інш. (див. табл.)
Таблиця. – Основні корисні копалини Замбії станом на 1998-1999 рр.
| Корисні копалини       | Запаси       | Запаси   | Вміст корисного компоненту в рудах, % | Частка у світі, % |
| Корисні копалини       | Підтверджені | Загальні | Вміст корисного компоненту в рудах, % | Частка у світі, % |
| Залізні руди, млн т    | 281          | 500      | 58 (Fe)                               | 0,2               |
| Золото, т              | 6            | 17       | 0,6 – 3,8                             |                   |
| Кобальт, тис. т        | 360          | 540      | 0,17 (Со)                             | 6,6               |
| Марганцеві руди, млн т | 2            | 2        | 53 (Mn)                               | 0,1               |
| Мідь, тис. т           | 18000        | 31000    | 2,75 (Cu)                             | 2,7               |
| Олово, тис. т          | 1            | 1        | 0,7                                   |                   |
| Свинець, тис. т        | 130          | 280      | 10,5 (Pb)                             | 0,1               |
| Срібло, т              | 1000         | 2000     | 80 г/т                                | 0,2               |
| Вугілля, млн т         | 60           | 250      |                                       |                   |
| Апатити, млн т         | 2            | 30       | 20 (Р2О5)                             | 0,04              |
| Цинк, тис. т           | 270          | 600      | 22,3 (Zn)                             | 0,1               |

## Окремі види корисних копалин
Вугілля. Родов. кам. вугілля локалізовані на півдні (вздовж північно-західного узбережжя оз. Кариба) і в центрі країни (в районі Луено і в долині р. Луангва). Вони приурочені до пермсько-тріасових відкладів серії Екка системи Карру. Вугілля низькосортне. Осн. родов. розташовані на півдні в районі Гвембе (Нкандабве, Маамба).
Уран. Вздовж узбережжя оз. Кариба у вугленосних відкладах Карру і на півночі країни в зоні архейських куполів гранітоїдів є рудопрояви урану.
Залізо. Найважливіші родов. залізних руд – скарнового і гідротермально-метасоматичного типу в осадових відкладах системи Катанга (родов. Сандже, Вентерс-Ридж і інш.), відомі гідротермальні жильні (Гіппо і інш.), осадові (Кахаре,  Касумбалеса і інш.) та метаморфогенні родов. в метаосадових г.п. (Намбала, Мумбва і інш.).
Марганець. Родов. марганцевих руд розташовані на півночі країни далі на захід за оз. Бангвеулу (Бунда, Чисамба, Кабаса, Бахаті, Лушіба, Кабула і інш.), в районі м. Мкуші (Мувалаші, Чивефве, Кафуе і інш.) та східніше м. Кабве (Кампумба і інш.). Вони відносяться до латеритного (Бунда, Чисамба, Кабаса, Бахаті, Лушіба, Чивефве і інш.), гідротермального жильного (Кабула, Машімба, Матанда і інш.), гідротермально-метасоматичного (Мувалаші, Кампумба) типів у метаморфізованих осадових породах.
Мідь. За підтвердженими запасами мідних руд 3. займає 11-е, а за загальними – 9-е місце серед країн світу (1999). Гол. родов. входять в Мідноносний пояс Центральної Африки, який складений товщами пісковиків, сланців та доломітів системи Катанга, що перешаровуються. Зруденіння пов’язане з доломітами. Мідні руди асоціюють з кобальтом та інш. металами. Найважливішими в пром. відношенні є стратиформні родов. в карбонатно-теригенних породах Конкола, Нчанга, Чингола, Мімбула-Фітула, Чамбеші, Муфуліра, Бвана-Мкубва, Чибулума, Міндола, Рон-Антелоп (Луаншья), Балуба, Лумвана, Каленгва, Чонгве-Іст і інші, на частку яких припадає бл. 99% врахованих запасів і б.ч. видобутку мідних руд в країні. Відомі також скарнові родов. на контакті карбонатних порід з гранітоїдами пізнього протерозою - Чифумпа, Сілвер-Кінг, Сейбл-Антелоп, гідротермальні з вкрапленим зруденінням в основних інтрузивних породах – Фімпімпа, Мвезі, Тандалве і інш., жильні – Кансанші, Гіппо і інш., мідно-порфірові в кислих інтрузивних породах  Самбо, Мтуга і інш. Основні рудні мінерали - халькозин, борніт, малахіт, ковелін, куприт, халькопірит, пірит, самородна мідь, кароліт і лінеїт. 
Кобальт. Замбія займає 4-е місце у світі за підтвердженими запасами кобальту. Як і в ДРК (Конго-Кіншаса), кобальтові родовища тут приурочені до Мідного пояса Центральної Африки, південно-східна частина якого захоплює північ країни і протягається вздовж кордону з ДРК більш ніж на 200 км при ширині 40-60 км. Але на відміну від конголезьких родовищ, де руди характеризуються високими вмістами кобальту, в родовищах Замбії руди істотно мідні, а середній вміст кобальту в первинних сульфідних рудах, які в Замбії переважають, становить лише 0.08-0.2%, в окиснених – 0.75-0.9%.
Мідно-кобальтові стратиформні родовища групи Калімба (Kalimba), розташовані на півночі Замбії, унікальні за ресурсами кобальту і сприятливими умовами залягання (глибина до 120 м). За даними на серпень 2000 р., виявлені ресурси тільки одного з чотирьох родовищ групи – Нама (Nama) становлять 950 млн т руди з сер. вмістом кобальту 0.03%. Порівнянними ресурсами кобальту володіють тільки всі родовища Бушвелдського комплексу разом узяті, але в останньому значно складніші для відробки умови залягання. Кобальт є в мідних рудах стратиформних родов. Нчанга (запаси металу 150 тис. т, вміст кобальту 0,13-0,59%), Балуба (розвідані запаси 105 тис. т, 0,15-0,21%), Міндола (розвідані запаси 170 тис. т, 0,14%), Чибулума (розвідані запаси 12 тис. т, 0,17-0,25%) і інш.
До групи Калімба входять родовища Калімба, Нама, Нгоса (Ngosa) і Луамфула (Luamfula). Вони займають площу в 1148 км². Найбільш вивченим з них є родовище Нама, розташоване на півн.-захід від м. Чилілабомбве, на кордоні з Демократичною республікою Конго і відкрите першим з родовищ групи. Геологорозвідувальні роботи проведені в 1995-1999 рр. Виявлено чотири рудних тіла, що отримали назву Аномалії «А», «В», «С», «D». Рудні тіла пластові, залягають в докембрійських глинистих сланцях, пісковиках і конґломератах. Руди вкраплені, з сульфідами кобальту, міді і заліза; зустрічаються сульфідні прожилки і невеликі жили. Виявлені ресурси однієї тільки Аномалії «С» за станом на кінець 1996 р. становили 218 млн т руди, що містить в середньому 0.03% кобальту.
Золото. Родов. і вияви руд золота (бл. 300) належать до гідротермального жильного (Сасаре, Чумбве і інш.), стратиформного в залізистих кварцитах (Чумбве, Чаїнда і інш.) і розсипного (Чела, Кампоко і інш.) типів. Більшість з них (понад 150) розташовується в пров. Лусака і Центральна. 
Олово. Родов. руд олова належать до пегматитового типу і характеризуються малими розмірами. Всі вони розташовані на півдні країни. Найбільші – Чисукі,  Музума. Оловоносні г.ч. кварц-мусковіт-полевошпатові пегматити (абсолютний вік бл. 1 млрд років).
Поліметали. Родов. свинцевих і цинкових руд невеликі. Найважливіші в пром. відношенні – гідротермально-метасоматичні родов. в метаосадових породах докембрію – Кабве (Брокен-Гілл), Карманор, Мілберґ, Буканда, в рудах яких виявлені підвищені концентрації ванадію, срібла, кадмію, іноді міді, селену і ґерманію. Відомі також скарнові родов. на контакті доломіту системи Катанга з гранітами – Стар-Цинк, Екселсіор-Цинк, ряд рудопроявів. Руди складені в осн. вілемітом (вміст цинку до 40-48%, срібла до 75 г/т). Колчеданні родов. в метавулканічних гірських порід докембрію – Чипіріньюма, Лукусаші – містять також мідь, цинк, срібло і золото.
Апатит. В країні виявлене карбонатитове родов. з апатитом і пірохлором Калуве,  розташоване за 220 км на схід від м. Лусака. Вік карбонатитів мезозойський. Руди низької якості. Запаси руд оцінюються в 200 млн т. Вміст P2O5 в рудах досягає 18%.
Смарагди та аметист. У пров. Коппербелт виявлені родов. смарагдів (Кафубу і інш.), представлені біотит-флогопітовими жилами в ультрамафітах докембрію. На півдні країни відоме родов. аметистів Сімані.